# Tricorynus herbarius
Tricorynus herbarius är en skalbaggsart som först beskrevs av Henry Stephen Gorham 1883.  Tricorynus herbarius ingår i släktet Tricorynus och familjen trägnagare. Inga underarter finns listade i Catalogue of Life.

## Bildgalleri

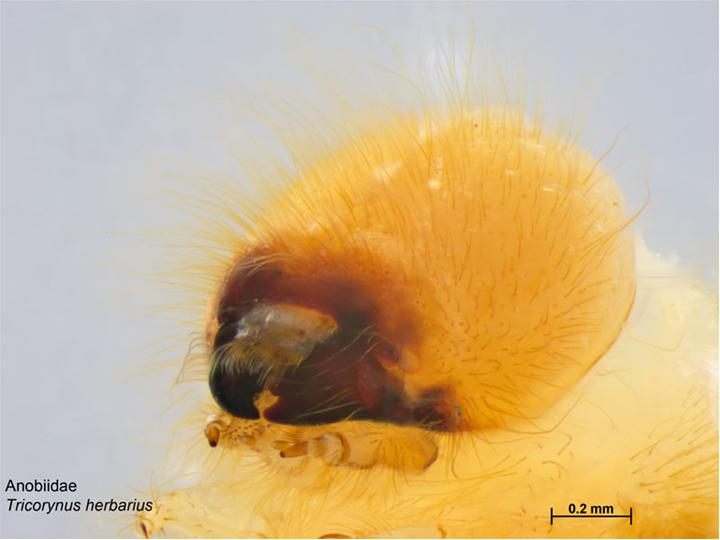
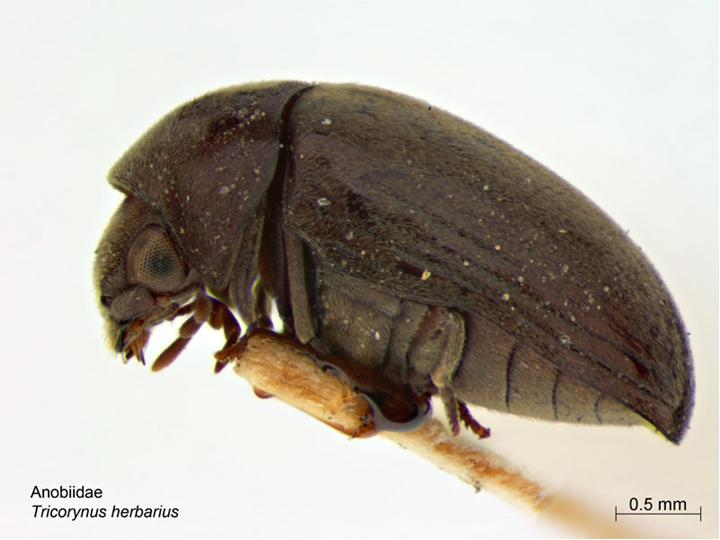